# إمارة ختال
إمارة ختال (وتكتب أيضًا إمارة خطل) سلالة إيرانية محلية، حكمت منطقة ختال من أوائل القرن السابع إلى عام 750. كان حكام المنطقة معروفين بألقابهم "ختلان شاه" (ملك ختال)، و"خوتالان خودا" (سيد ختال)، و"شيري ختالان" (أسد ختال). وكانت العاصمة ومقر إقامة الحكام في هولبوك، بالقرب من مدينة كلوب. 

## تاريخ

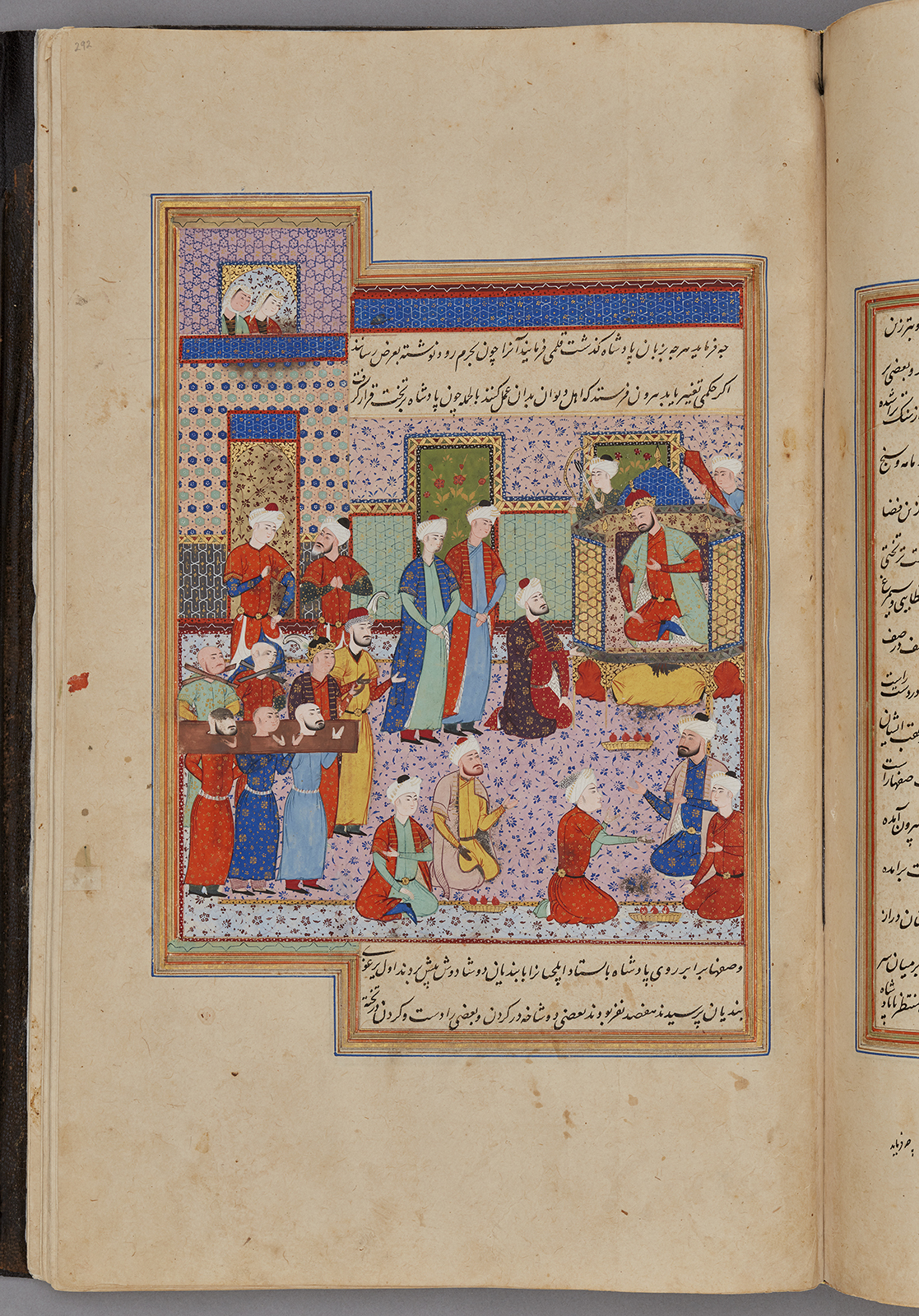
"السجناء والرسل أمام حاكم خوتلان". ورقة من مخطوطة من نيجارستان ، إيران، ربما شيراز ، مؤرخة 1573-1574

كانت ختال، إلى جانب مناطق أخرى، تحت حكم الهياطلة في الأصل، ولكن عندما بدأت مملكة الهياطلة في الضعف، بدأت السلالات المحلية في ختال، والجغانيين [الإنجليزية]، ومناطق أخرى، في تأكيد حكمها عليها. في حوالي عام 1850 676، تمكن سعيد بن عثمان، الحاكم العربي الأموي لخراسان، من جعل إمارة خطل تعترف بالسلطة الإسلامية. إلا أن هذا لم يؤثر على الحكم العربي الفعلي لختال، وظلت الإمارة مستقلة. في عام 699، فر أحد المدّعين الختاليين، وهو ابن عم ملك الختاليين من جهة الأب، والمعروف في المصادر العربية باسم السبل، إلى القائد العربي المهلب بن أبي صفرة، وحثه على غزو الإمارة. فوافق الأخير، وزود المدعي بجيش لغزو المنطقة، وأرسل جيشًا آخر بقيادة ابنه يزيد بن المهلب. لكن السبل نجح في شن هجوم مباغت على المتظاهر الختالي، وأعدمه في حصنه. وبعد فترة وجيزة حاصر يزيد القلعة، لكنه عقد السلام مع السبل مقابل فدية من المال. في عام 727، غزا قائد عربي آخر، أسد بن عبد الله القسري، ختال، لكن السبل طلب المساعدة من التورجيش التركي، الذي حقق تحت قيادة الخاقان سلوك (الخاقان) [الإنجليزية] انتصارًا حاسمًا على أسد في ما يسمى "يوم العطش".
وقد عيّن السبل، قبل وفاته بفترة وجيزة، أحد النبلاء الختاليين المعروفين في المصادر العربية بابن السايجي، وصيًا على إمارته حتى عاد ابنه، المعروف في المصادر العربية باسم الحنش، وفي المصادر الصينية باسم لو-كين-تسي، الذي فر إلى الصين، إلى ختال. ويذكر أن ابن السايجي قد دعم القائد العسكري العربي الحارث بن سريج وتحالف معه أثناء تمرده في خراسان، ولكن سرعان ما اختلف الاثنان وانسحب الحارث مع أتباعه إلى طخارستان. وبسبب هذا، قام أسد، الذي عاد مرة أخرى حاكمًا لخراسان، بغزو آخر لختال في عام 737، مما جعل ابن السايجي، مثل سلفه، يطلب المساعدة من التورجش. هاجم الخاقان سلوك، على رأس جيش يبلغ عدده 50 ألف رجل، أسد وألحق به هزيمة ثقيلة في معركة يوم الأثقال (30 سبتمبر 737). ومع ذلك، في وقت لاحق من العام نفسه، تمكن الأسد من إلحاق هزيمة ثقيلة في وقعة خارستان بسلوك، الذي نجا بصعوبة بالغة من الأسر واضطر إلى التراجع شمالًا إلى أراضيه. وبعد فترة وجيزة، قُتل على يد منافسيه، مما أدى إلى انهيار سلطة تورجيش وسط الحرب الأهلية. وفي أعقاب المعركة، تمكن أمير معين يدعى بدر طرخان، والذي ربما كان حاكم بامييان، من غزو ختال. وبعد ذلك قام أسد بغزو ختال وأجبر الإمارة على الاعتراف بالسلطة الأموية.
في عام 750، سقطت الخلافة الأموية، وحلت محلها الخلافة العباسية ، بقيادة قائدها أبو مسلم الخراساني، فأرسلت أبي داود خالد بن إبراهيم، حاكم بلخ، لغزو المنطقة وإخضاعها للحكم العباسي المباشر. عندما غزا أبو داود خَتال، لم يقاوم حاكمها المعروف في المصادر العربية بحنش بن السبل (ويسمى أيضًا حبيش بن الشبل) الغزو، ولكن دهقانيِّي ختال احتجزوه بالقوة وحملوه إلى حصن من أجل قتال أبي داود. ومع ذلك فقد تمكن أبو داود من إخراج حناش ودهقانيه من الحصن. وبعد فترة وجيزة فر حناش إلى بلاط الأتراك، ثم إلى البلاط الصيني، بينما عزز أبو داود الحكم العباسي في ختال، إيذانًا بنهاية الإمارة.

## طالع أيضًا
- منطقة خاتلون
- إمارة شاغنيان [الإنجليزية]
- إمارة أوشروسانا
- بخارى خودا
- إمارة فرغانة [الإنجليزية]